# Unhel
Unhel là một thị xã và là một nagar panchayat của quận Ujjain thuộc bang Madhya Pradesh, Ấn Độ.

## Địa lý
Unhel có vị trí 23°20′B 75°34′Đ / 23,33°B 75,57°Đ Nó có độ cao trung bình là 495 mét (1624 feet).

## Nhân khẩu
Theo điều tra dân số năm 2001 của Ấn Độ, Unhel có dân số 13.955 người. Phái nam chiếm 51% tổng số dân và phái nữ chiếm 49%. Unhel có tỷ lệ 56% biết đọc biết viết, thấp hơn tỷ lệ trung bình toàn quốc là 59,5%: tỷ lệ cho phái nam là 69%, và tỷ lệ cho phái nữ là 44%. Tại Unhel, 18% dân số nhỏ hơn 6 tuổi.